# Họ Dơi nếp mũi
Họ Dơi nếp mũi (danh pháp khoa học: Hipposideridae) là một họ động vật có vú trong bộ Dơi. Họ này được Lydekker miêu tả năm 1891.

## Hình ảnh

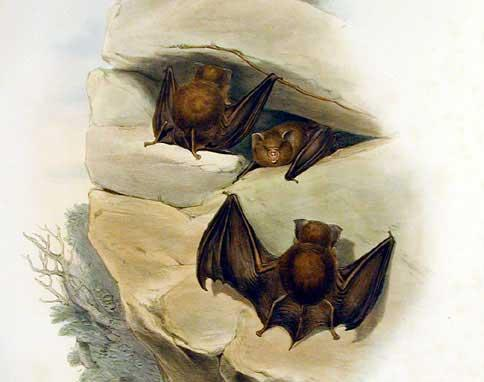
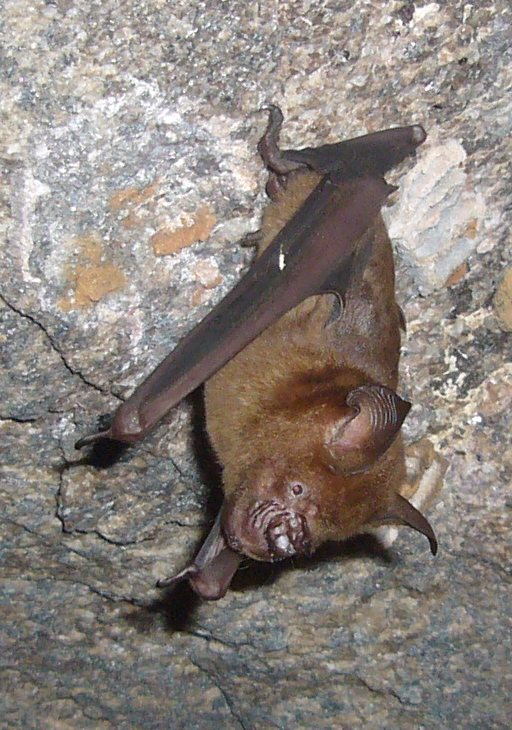

## Phân loại
Họ Dơi nếp mũi Hipposiderinae
- Anthops Thomas, 1888
- † Archerops
- Asellia Gray, 1838
- Aselliscus Tate, 1941
- Cloeotis Thomas, 1901
- Coelops Blyth, 1848
- Hipposideros Gray, 1831
- Paracoelops Dorst, 1947
- Paratriaenops
- Rhinonicteris Gray, 1847
- Triaenops Dobson, 1871